# Andrew W.K.
Эндрю Феттерли Уилкс-Крайэр (англ. Andrew Fetterly Wilkes-Krier), более известный как Andrew W.K., — американский рок-певец, мультиинструменталист, музыкальный продюсер и актёр. Вырос в Мичигане. Начал свою музыкальную карьеру в середине 1990-х, участвовал в местных музыкальных группах перед переездом в Нью-Йорк, где он впервые выступил под прозвищем Andrew W.K. Стал известным во многом благодаря альбому «I Get Wet», вышедшему на лейбле Island Records, в частности благодаря песне «Party Hard» из этого альбома.
За время своей карьеры Уилкс-Крайэр принял участие в ряде музыкальных и немузыкальных мероприятий, включая телевидение, радио, мотивационные выступления и т.д.
Стиль песен Andrew W.K. принято называть «Party Metal» — это смесь альтернативного метала, панк-рока и электронной музыки (в песнях музыканта неоднократно замечены звуки 8-битных приставок Нинтендо).

## Музыкальная карьера
Эндрю выпустил свой первый альбом «I Get Wet» в ноябре 2001 года на лейбле Island Records. Альбом известен своей обложкой: фотография лица Эндрю с кровью из носа, текущей до самой шеи. Вскоре альбом занял лидирующую позицию в списке Billboard’s 'Heatseekers'. Летом певец присоединился к фестивалю Оззи Осборна. Песня «Party Hard» стала заглавным треком для видеоигры «Madden NFL 2003», а также для «Girls Gone Wild Music Volume 1 CD», вскоре став популярным интернет-мемом. Начальный трек альбома, «It’s Time To Party», был использован для рекламы в «NASCAR Thunder 2004», «Hotwire.com», «Coors Beer», «Expedia.com» и рекламы нескольких телевизионных саундтреков. Песня «Fun Night» была задействована в фильме Уилла Феррела «Старая школа». «She Is Beautiful» использовалась в фильме «Чумовая пятница». Трек «Don’t Stop Living in the Red» так же был использован в рекламе. Песня игралась на каждом матче «Saint John’s football game» начиная с 2003 года и каждый раз, когда команда Allen Americans of the Central Hockey League зарабатывала очко на домашнем поле.
Позднее, в 2003 году, W.K. выпускает альбом «The Wolf». Все инструменты Эндрю записал сам, хотя для выступлений с альбомом «I Get Wet» он собрал группу. Вышло два сингла в США: «Tear it Up» и «Never Let Down» (на оба из них были сняты клипы) и песня «Long Live the Party», ставшая хитом в Японии.
«The Wolf» не получил такого же коммерческого успеха, как его предшественник «I Get Wet». Во время тура с новым альбомом Эндрю сломал ногу прямо на сцене. После концерта он раздавал автографы из машины скорой помощи. Не желая огорчать своих фанатов, последующую часть тура он выступал в инвалидном кресле.
В феврале 2006 года был выпущен DVD «Who Knows?» с концертными записями.
В марте 2010 Эндрю выпустил два диска: «Close Calls With Brick Walls» / «Mother of Mankind». Два альбома содержали 39 треков. Альбом «Close Calls With Brick Walls» был издан ещё в 2006, но только в Японии и Южной Корее. Альбом Mother of Mankind содержал в себе редкие, неизданные треки, записанные в период с 1999 до 2010.
В июне 2010 музыкант выпустил видеоклип для сингла «I Want To See You Go Wild» из альбома «Close Calls With Brick Walls». Видео было сделано режиссёром Питером Глантцом.
В марте 2011 года Эндрю выпускает новый EP «Party All Goddamn Night». Он содержит в себе пять новых треков и два ранее изданных сингла.
В сентябре 2012 певец сообщил о записи нового альбома, выход которого намечен на 2013 год.

## Дискография
- 13 ноября 2001 — «I Get Wet».
- 9 сентября 2003 — «The Wolf».
- 5 июля 2006 — «Close Calls With Brick Walls».
- 8 сентября 2009 — «55 Cadillac».
- 2 марта 2018 – «You’re Not Alone».
- 10 сентября 2021 — «God Is Partying».

## Видео
- «Party Hard» (2001).
- «We Want Fun» (2001).
- «It’s Time to Party» (2001).
- «I Get Wet» (2001).
- «She’s Beautiful» (2002).
- «Never Let Down» (2003).
- «Your Rules» (2003).
- «I’m A Vagabond» (2010).
- «Ever Again» (2018).